# Saison 2012-2013 du MC Oran
Maillots
Chronologie
Saison précédente Saison suivante
Cet article traite la saison 2012-2013 du Mouloudia Club d'Oran. Les matchs se déroulent essentiellement en Championnat d'Algérie de football 2012-2013 et en Coupe d'Algérie de football 2012-2013.

## Transferts
| Mercato Estival           |             |                        |                        |              |
| Nom                       | Nationalité | Transfert              | Provenance/Destination | Division     |
| Arrivées                  |             |                        |                        |              |
| Mohamed Amine Aoued       | Algérie     | Libre                  | CR Belouizdad          | Ligue 1      |
| Lakhdar Bentaleb          | Algérie     | Libre                  | ES Sétif               | Ligue 1      |
| Mohamed Benyettou         | Algérie     | Libre                  | USM El Harrach         | Ligue 1      |
| Seddik Berradja           | Algérie     | Libre                  | MC Alger               | Ligue 1      |
| Salim Boumechra           | Algérie     | Libre                  | USM Alger              | Ligue 1      |
| Hamza Dahmane             | Algérie     | Libre                  | CR Belouizdad          | Ligue 1      |
| Bouazza Krachaï           | Algérie     | Libre                  | ASM Oran               | Ligue 2      |
| Ammar Layati              | Algérie     | Libre                  | USM El Harrach         | Ligue 1      |
| Arslane Mazari            | Algérie     | Libre                  | ASM Oran               | Ligue 2      |
| Mohamed Megherbi          | Algérie     | Libre                  | MC Alger               | Ligue 1      |
| Mohamed Hichem Mezaïr     | Algérie     | Libre                  | ASM Oran               | Ligue 2      |
| Zoubir Ouasti             | Algérie     | Libre                  | ASM Oran               | Ligue 2      |
| Benziane Senouci          | Algérie     | Libre                  | ASO Chlef              | Ligue 1      |
| 1er Contrat Professionnel |             |                        |                        |              |
| Salah Yahia               | Algérie     | Libre                  | CRB Sendjas            | Inter-Région |
| Prêts                     |             |                        |                        |              |
| ...                       |             |                        |                        |              |
| Départ                    |             |                        |                        |              |
| Youcef Belaïli            | Algérie     | Libéré                 | ES Tunis               | Ligue 1      |
| Abdelmadjid Benatia       | Algérie     | Libéré                 | USM Bel-Abbès          | Ligue 1      |
| Hachemi Boussaâda         | Algérie     | Libéré                 | ASM Oran               | Ligue 2      |
| Sid Ahmed Fayçal Briki    | Algérie     | Libéré                 | CR Témouchent          | Ligue 2      |
| Nasreddine El Bahari      | Algérie     | Libéré                 | USM Bel-Abbès          | Ligue 1      |
| Ahmed Fellah              | Algérie     | Libéré                 | CA Bordj Bou Arreridj  | Ligue 1      |
| Abdelkader Harizi         | Algérie     | Libéré                 | MC El Eulma            | Ligue 1      |
| Yacine Kechout            | Algérie     | Libéré                 | US Oued Amizour        | Inter-Région |
| Prêts                     |             |                        |                        |              |
| Nassim Boukemacha         | Algérie     | Prêt (6 mois)          | JSM Béjaïa             | Ligue 1      |
| Brahim Boussehaba         | Algérie     | Prêt (6 mois)          | CR Belouizdad          | Ligue 1      |
| Fins de contrat           |             |                        |                        |              |
| Omar Slimi                | Algérie     | Résiliation de contrat | NA Hussein Dey         | Ligue 1      |

| Mercato Hivernal        |             |                        |                        |              |
| Nom                     | Nationalité | Transfert              | Provenance/Destination | Division     |
| Arrivées                |             |                        |                        |              |
| Hocine Achiou           | Algérie     | Libre                  | ASO Chlef              | Ligue 1      |
| Fouad Bouguerra         | Algérie     | Libre                  | CS Constantine         | Ligue 1      |
| Hamza Chaïb             | France      | Libre                  | Zejtun Corinthians FC  | First League |
| Mohamed Seghir Ferradji | Algérie     | Libre                  | CS Constantine         | Ligue 1      |
| Abderaouf Zarabi        | Algérie     | Libre                  | CS Constantine         | Ligue 1      |
| Départ                  |             |                        |                        |              |
| Salah Yahia             | Algérie     | Libéré                 | CRB Aïn Turk           | National     |
| Mohamed Tahar           | Algérie     | Libéré                 | ASM Oran               | Ligue 2      |
| Touhami Tiah            | Algérie     | Libéré                 |                        |              |
| Fins de contrat         |             |                        |                        |              |
| Mohamed Hichem Mezaïr   | Algérie     | Résiliation de contrat | ASM Oran               | Ligue 2      |
| Abderaouf Zarabi        | Algérie     | Résiliation de contrat |                        |              |

## Effectif professionnel
Effectif du Mouloudia Club d'Oran pour la saison 2012-2013.

## Championnat

### Résultats
Le calendrier et les résultats de la ligue 1 version 2012-2013 du Mouloudia Club d'Oran est le suivant:
Le classement est établi sur le barème de points classique (victoire à 3 points, match nul à 1, défaite à 0).
Critères de départage :
1. plus grand nombre de points obtenus par une équipe lors des matchs joués entre les équipes en question ;
2. plus grande différence de buts obtenue par une équipe lors des matchs joués entre les équipes en question ;
3. plus grande différence de buts obtenue par une équipe sur l'ensemble des matchs joués par les équipes en question lors de la phase aller ;
4. Le plus grand nombre de buts marqués par une équipe sur l'ensemble des matchs joués par les équipes en question lors de la phase aller ;
5. match d'appui avec prolongation éventuelle et tirs au but est organisé par la ligue sur terrain neutre[5].

mis à jour le 22 décembre 2012
| Rang | Équipe                  | Pts | J  | G | N | P | Bp | Bc | Diff |
| ---- | ----------------------- | --- | -- | - | - | - | -- | -- | ---- |
| 1    | ES Sétif T              | 31  | 15 | 9 | 4 | 2 | 25 | 8  | +17  |
| 2    | USM El Harrach          | 30  | 15 | 9 | 3 | 3 | 19 | 10 | +9   |
| 3    | USM Alger               | 27  | 15 | 8 | 3 | 4 | 23 | 8  | +15  |
| 4    | MC Alger                | 27  | 15 | 7 | 6 | 2 | 16 | 9  | +7   |
| 5    | JSM Béjaïa              | 25  | 15 | 7 | 4 | 4 | 17 | 12 | +5   |
| 6    | MC El Eulma             | 22  | 15 | 5 | 7 | 3 | 16 | 10 | +6   |
| 7    | CS Constantine          | 21  | 15 | 5 | 6 | 4 | 17 | 13 | +4   |
| 8    | JS Saoura P             | 20  | 15 | 5 | 5 | 5 | 11 | 9  | +2   |
| 9    | JS Kabylie              | 20  | 15 | 6 | 2 | 7 | 13 | 11 | +2   |
| 10   | CR Belouizdad           | 19  | 15 | 4 | 7 | 4 | 12 | 13 | -1   |
| 11   | CA Bordj Bou Arreridj P | 18  | 15 | 4 | 6 | 5 | 11 | 12 | -1   |
| 12   | ASO Chlef               | 16  | 15 | 3 | 7 | 5 | 9  | 15 | -6   |
| 13   | MC Oran                 | 14  | 15 | 3 | 5 | 7 | 14 | 22 | -8   |
| 14   | WA Tlemcen              | 12  | 15 | 3 | 3 | 9 | 6  | 22 | -16  |
| 15   | USM Bel-Abbès P         | 10  | 15 | 2 | 4 | 9 | 6  | 23 | -17  |
| 16   | CA Batna                | 10  | 15 | 2 | 4 | 9 | 8  | 26 | -18  |

Qualifications africaines
Ligue des champions 2014
- 1er : premier tour
- 2e : tour préliminaire

Coupe de la confédération 2014
- 3e et C : tour préliminaire

Coupe de l'UAFA 2013-14
- 4e et 5e : premier tour

Relégation
- 14e, 15e et 16e : relégation en Ligue 2

Abréviations
T : Tenant du titre

C : Vainqueur de la Coupe d'Algérie 2012-13

P : Promus de Ligue 2 2011-12

## Meilleurs buteurs
| Rang | Nom                    | Ligue 1 | Coupe d'Algérie | Total |
| ---- | ---------------------- | ------- | --------------- | ----- |
| 1    | Mohamed Benyettou      | 4       | 4               | 8     |
| 1    | Eudes Dagoulou         | 6       | 2               | 8     |
| 3    | Sid Ahmed Aouedj       | 5       | 1               | 6     |
| 4    | Salim Boumechra        | 1       | 2               | 3     |
| 4    | Mohamed Hichem Chérif  | 3       | 0               | 3     |
| 6    | Hocine Achiou          | 2       | 0               | 2     |
| 6    | Seddik Berradja        | 2       | 0               | 2     |
| 6    | Salim Boumechra        | 1       | 1               | 2     |
| 6    | Ilyes Kourbia          | 1       | 1               | 2     |
| 6    | Saidou Sandaogo        | 2       | 0               | 2     |
| 11   | Chaffik Bourzama       | 1       | 0               | 1     |
| 11   | Zine El-Abidine Sebbah | 1       | 0               | 1     |
| 11   | Mohamed Amine Zidane   | 0       | 1               | 1     |

## Aspect économique
Le 27 septembre 2012, la société pétrolière nationale Naftal devient l'actionnaire principal du Mouloudia Club d'Oran avec un taux de rachat d'actions de 75 %.

### Sponsors
| - Aigle Azur - Hodna Lait - Ifri | - Nedjma - Propal - Zerouati |

### Équipementier
- Baeko